# Walter Hanke
Richard Walter Hanke (ur. 18 marca 1910 w Breslau, zm. 2 września 1980 w Ingolstadt) – niemiecki piłkarz występujący na pozycji napastnika.

## Kariera klubowa
Hanke karierę rozpoczynał w zespole Breslauer FV 06. Następnie grał w drużynach Wiener AC, DSV Saaz, SK Prostějov oraz Floridsdorfer AC, a w 1933 roku przeszedł do francuskiego drugoligowca, Le Havre AC. Po dwóch sezonach przeszedł do pierwszoligowego FC Metz, gdzie również spędził dwa sezony. Potem ponownie grał w drugiej lidze, w zespole Stade Rennais. W 1940 roku zakończył karierę w barwach Würzburger Kickers.

## Kariera reprezentacyjna
W reprezentacji Rzeszy Niemieckiej Hanke wystąpił jeden raz, 2 listopada 1930 w zremisowanym 1:1 towarzyskim meczu z Norwegią.